# Emmenomma oculatum
Espèce
Synonymes
- Emmenomma falklandicum Hogg, 1913
- Emmenomma beauchenicum Usher, 1983

Emmenomma oculatum est une espèce d'araignées aranéomorphes de la famille des Macrobunidae.

## Distribution
Cette espèce se rencontre en Argentine dans la province de Terre de Feu, au Chili dans la région de Magallanes et aux îles Malouines,.

## Description
La carapace du mâle mesure 3,9 mm et celle de la femelle 4,3 mm et l'abdomen 6 mm.
Les mâles mesurent de 5,75 à 7,20 mm et les femelles de 8,20 à 10,60 mm.

## Systématique et taxinomie
Cette espèce a été décrite par Simon en 1884.
Emmenomma falklandicum a été placée en synonymie par Roth en 1967.
Emmenomma beauchenicum a été placée en synonymie par Almeida-Silva, Griswold et Brescovit en 2015.

## Publication originale
- Simon, 1884 : « Arachnides recueillis par la Mission du Cap Horn en 1882-1883. » Bulletin de la Société zoologique de France, vol. 9, p. 117-144 (texte intégral).